# Dolmen de Buluntza
Le dolmen de Buluntza est situé à Ahaxe-Alciette-Bascassan dans le département français des Pyrénées-Atlantiques.

## Description
Le dolmen a été édifié près du col de Buluntza sur la crête de Gatarre. Le tumulus de forme circulaire fait 12 m à 13 m de diamètre pour une hauteur maximale de 1,40 m. Les deux orthostates sont en grès rose. La table, monumentale, est en poudingue. La chambre sépulcrale de forme trapézoïdale est orientée selon un axe sud-ouest/nord-est.
| Dalle                                          | Longueur | Épaisseur | Largeur |
| ---------------------------------------------- | -------- | --------- | ------- |
| Table                                          | 6 m      | 0,90 m    | 3 m     |
| Orthostate côté nord                           | 3,50 m   |           |         |
| Orthostate côté sud                            | 3 m      |           |         |
| Données : Monuments mégalithiques en Aquitaine |          |           |         |